# Schöntalspitze
La Schöntalspitze est une montagne qui s’élève à 3 002 m d’altitude dans les Alpes de Stubai, en Autriche.